# UCI ProTour 2010
Die UCI ProTour war eine vom Radsportweltverband UCI in den Jahren 2005–2010 veranstaltete Serie wichtiger Etappen- und Eintagesrennen des Straßenradsports. Die ProTour fand 2010 zum sechsten und letzten Mal statt.
Wie im vergangenen Jahr gab es in dieser Saison kein eigenes ProTour-Ranking, sondern die Ergebnisse der 16 Rennen werden zusammen mit jenen der drei großen Rundfahrten Tour de France, Giro d’Italia und Vuelta a España sowie einiger kleinerer Rennen wie Paris–Nizza und Mailand–Sanremo – den sogenannten „historischen Rennen“ – zum UCI World Calendar 2010 mit gemeinsamen Ranking zusammengefasst. Mit Ablauf der Saison 2010 wurde die ProTour mit den historischen Rennen zur UCI WorldTour vereinigt.

## Teams
Die 18 UCI ProTeams der Saison 2010:
| Frankreich ag2r La Mondiale Française des Jeux Spanien Caisse d’Epargne Euskaltel-Euskadi Footon-Servetto Belgien Quick Step Omega Pharma-Lotto | Italien Lampre-Farnese Vini Liquigas-Doimo USA Garmin-Transitions Team HTC-Columbia Team RadioShack Dänemark Team Saxo Bank | Deutschland Team Milram Kasachstan Astana Niederlande Rabobank Russland Katjuscha Vereinigtes Königreich Team Sky |

## Rennen
| Datum              | Rennen                          | Sieger             | Ergebnis |
| ------------------ | ------------------------------- | ------------------ | -------- |
| 19.–24. Januar     | Tour Down Under                 | André Greipel      | Ergebnis |
| 22.–28. März       | Katalonien-Rundfahrt            | Joaquim Rodríguez  | Ergebnis |
| 28. März           | Gent–Wevelgem                   | Bernhard Eisel     |          |
| 4. April           | Flandern-Rundfahrt              | Fabian Cancellara  |          |
| 5.–10. April       | Baskenland-Rundfahrt            | Christopher Horner | Ergebnis |
| 18. April          | Amstel Gold Race                | Philippe Gilbert   |          |
| 27. April – 2. Mai | Tour de Romandie                | Alejandro Valverde | Ergebnis |
| 6.–13. Juni        | Dauphiné Libéré                 | Janez Brajkovič    | Ergebnis |
| 12.–20. Juni       | Tour de Suisse                  | Fränk Schleck      | Ergebnis |
| 31. Juli           | Clásica San Sebastián           | Luis León Sánchez  |          |
| 1.–7. August       | Polen-Rundfahrt                 | Daniel Martin      | Ergebnis |
| 15. August         | Vattenfall Cyclassics           | Tyler Farrar       |          |
| 17.–24. August     | / Eneco Tour                    | Tony Martin        | Ergebnis |
| 22. August         | GP Ouest France-Plouay          | Matthew Goss       |          |
| 10. September      | Grand Prix Cycliste de Québec   | Thomas Voeckler    |          |
| 12. September      | Grand Prix Cycliste de Montréal | Robert Gesink      |          |